# 대명 (드라마)
《대명》은 KBS 1TV에서 1981년 1월 5일부터 1981년 12월 28일까지 매주 월요일에 방영되었던 KBS 1TV 대하드라마이다.

## 기획 의도
역사속에 민족의 긍지를 살리기 위해 분연히 일어난 봉림대군, 효종대왕의 지도력과 의지에 찬 갖가지 정책, 즉 국력 신장과 총화단결의 새로운 대열에 몰론 온 백성이 한결같이 참여하여, 감격의 시대를 재헌하여 슬기롭고 용기있는 이 나라의 국민을 새롭게 정립하셔야 한다.

## 등장 인물

### 조선의 임금
- 김동훈 : 조선 인조 역
- 김흥기 : 조선 효종 역
- 서영진 : 조선 현종 역

### 조선 왕실
- 서우림 : 인렬왕후 역
- 강수연, 조은덕 : 장렬왕후 역
- 원미경 : 인선왕후 역
- 백윤식 : 소현세자 역
- 이문희 : 민회빈 강씨 강빈 역
- 최우성 : 인평대군 역

### 조선 문무백관
- 윤유선 : 복천부부인 역
- 김성원 : 최명길 역
- 이치우 : 김류 역
- 백일섭 : 임경업 역
- 임동진 : 김상헌 역
- 남성우 : 정충신 역
- 전운 : 홍익한 역
- 문오장 : 이완 역
- 남일우 : 오달제 역
- 장용 : 윤집 역
- 주현 : 원두표 역
- 김순철 : 김자점 역
- 김성겸 : 이시백 역
- 김진해 : 장유 역
- 황범식 : 김경징 역
- 안형식 : 송시열 역
- 이순재 : 남이웅 역
- 양영준 : 홍서봉 역
- 박용식 : 조양 역
- 권기선 : 양화당 역
- 이대로 : 이경석 역
- 송창신 : 김육 역
- 김미영 : 송화 역
- 이종만 : 김인 역
- 문창길 : 정뇌경 역
- 반문섭 : 박배원 역
- 송희남 : 신진익 역
- 윤덕용 : 박로 역
- 김시원 : 평양성 군관 역
- 고광우 : 군관 역
- 장순국 : 장사민 역
- 강민호 : 강군관 역
- 최정훈 : 공마각 역
- 이성웅 : 독보 스님 역
- 사미자 : 하중월 역
- 이경진 : 옥화 역
- 선우은숙 : 금녀 역
- 서승희, 하미혜 : 매환 역
- 박현정 : 박 상궁 역
- 남윤정 : 참판댁 역
- 미상 : 박연 역
- 미상 : 하멜 역

### 청나라 인물
- 김윤형 : 숭덕제 역
- 임병기 : 지르가랑 역
- 유종근 : 도르곤 역
- 이종우 : 순치제 역
- 이영 : 용골대 역
- 최길호 : 양구리, 홍승주 역
- 이신재 : 예부상서 역
- 맹호림 : 병부상서 역
- 이일웅 : 정명수 역
- 하대경 : 마부대 역
- 김유행 : 왕장수 역
- 허옥숙 : 진 부인 역
- 선우용녀 : 유 부인 역
- 이한수 : 무사 역
- 유동근 : 자객 역
- 주선태 : 왕충 역
- 정해창 : 오복도 역
- 이현두 : 오장수 역

### 명나라 인물
- 서영진 : 숭정제 역
- 이근희 : 복왕 역

### 그 외 인물
- 이승호
- 최명수
- 민지환
- 박병호
- 민욱
- 김인태
- 김종결
- 안해숙
- 김봉근
- 김난영
- 정운용
- 박해상
- 조재훈
- 송종원
- 기정수
- 강태기
- 김병기
- 안병경
- 유동근
- 이덕희
- 정종준
- 최승철
- 최상일
- 박규식
- 정래협
- 김해권
- 유순철
- 곽경환
- 박정웅
- 홍영자
- 장학수
- 서상익
- 박영목
- 남성식
- 지미옥
- 송보영
- 송동섭
- 송석호
- 오중훈

## 에피소드 목록
- 1회, 1981년 1월 5일 맥궁왕자
- 2회, 1월 12일 큰별 떨어지다
- 3회, 1월 19일 북소리
- 4회, 1월 26일 여인들
- 5회, 2월 2일 서북풍
- 6회, 2월 9일 봉풍은 무삼일고
- 7회, 2월 16일
- 8회, 2월 23일 혈풍전야
- 9회, 3월 2일 남한산성
- 10회, 3월 9일 전하 어찌하오리까
- 11회, 3월 16일 강화도
- 12회, 3월 23일 놀개바람
- 13회, 3월 30일 강화 함락
- 14회, 4월 6일 대충의
- 15회, 4월 13일
- 16회, 4월 27일 천추한
- 17회, 5월 4일 북풍세월
- 18회, 5월 11일 분노의 산하
- 19회, 5월 18일 떠나가는 사람들
- 20회, 5월 25일 청석령 험한고개
- 21회, 6월 1일
- 22회, 6월 8일 이승의 심은 넑
- 23회, 6월 15일 사향곡
- 24회, 6월 22일 일월도
- 25회, 6월 29일 동녘이 어드메뇨
- 26회, 7월 6일 일편단심
- 27회, 7월 13일 맥박
- 28회, 7월 20일 가노라 삼각산아
- 29회, 7월 27일 깊은골 푸른이끼
- 30회, 8월 3일 하늘과 땅
- 31회, 8월 10일 들바람
- 32회, 8월 17일 내강산 내조국
- 33회, 8월 24일 만세록
- 34회, 8월 31일 꽃이 피는 소리
- 35회, 9월 7일 무쇠탑
- 36회, 9월 14일 낙화
- 37회, 9월 21일 만세문
- 38회, 9월 28일 왕좌
- 39회, 10월 5일 님의 향기
- 40회, 10월 12일 전하
- 41회, 10월 19일 천하대장군
- 42회, 10월 26일 의순공주
- 43회, 11월 2일 철퇴
- 44회, 11월 9일 성난불길
- 45회, 11월 16일 한양의 아침
- 46회, 11월 23일 흑룡강
- 47회, 11월 30일 맥궁왕비
- 48회, 12월 7일 제2차 나선정벌
- 49회, 12월 14일 아! 북벌
- 50회, 12월 28일 효종대왕

## 결방
- 1981년 12월 21일 - 특선영화 4부작 시리즈 <나사렛 예수> 1부 편성으로 결방[1]

## 같이 보기
- 사극
- 조선 시대

| KBS 대하드라마 | KBS 대하드라마                         | KBS 대하드라마                          |
| 이전 작품      | 작품명                                 | 다음 작품                               |
| -------------- | -------------------------------------- | --------------------------------------- |
| -              | 대명 (1981년 1월 5일~1981년 12월 28일) | 풍운 (1982년 1월 10일~1982년 12월 26일) |

1. ↑  “「나사렛 예수」放映(방영) KBS1 21일부터”. 동아일보. 1981년 12월 18일. 2022년 6월 19일에 확인함.